# Marco Querini

Stemma Querini

Marco Querini (Venezia, 1245 ca. – Venezia, 15 giugno 1310) è stato un politico e diplomatico italiano, uno dei capi della congiura del Tiepolo ordita contro il doge Pietro Gradenigo.

## Biografia
Nacque nella parrocchia di San Matteo di Rialto da Nicolò di Giovanni; il nome della madre non ci è noto. Apparteneva al principale ramo della famiglia Querini (chiamato "Ca' Granda") che, a differenza della gran parte del patriziato veneziano, non era coinvolto nella mercatura e rivolgeva i suoi interessi alle vaste proprietà fondiarie distribuite tra il Ferrarese e il Polesine, territori allora ricadenti nei domini estensi.
Anche il matrimonio di Marco rispecchia queste tendenze familiari: sua moglie era infatti Maria di Marco Badoer, sorella di Marino e di Badoero che avevano sposato rispettivamente Balzanella da Peraga e Mabilia da Lendinara, eredi di due potenti famiglie padovane. È chiaro che tutte queste personalità vennero danneggiate dalla legge emanata nel 1274, che escludeva dalle deliberazioni del Maggior Consiglio i proprietari terrieri che fossero interessati a provvedimenti riguardanti i loro beni.
Ebbe quattro figli maschi e due femmine, di cui una andò in sposa a Baiamonte Tiepolo.
Le notizie sul suo conto sono scarse sino alla congiura del 1310 e potrebbero altresì riguardare un omonimo figlio di Giacomo, che fu procuratore di San Marco nel 1302. Di certo, il 27 novembre 1285 sostituì nella carica di consigliere ducale Marino Morosini, non si sa per quale motivo visto che il mandato di quest'ultimo non era ancora terminato. Nel periodo successivo fu probabilmente assorbito dalla gestione dei suoi beni in terraferma (nel 1296 acquistò dal cognato Andrea Badoer proprietà a Musestre), ma è possibile che fosse lui, nel 1295, a reggere l'importante podesteria di Capodistria: è certo che in Istria i Querini dovessero avere qualche interesse, dato che nel biennio precedente suo fratello Nicolò era stato podestà di Parenzo.
Dopo un altro periodo di silenzio, ricompare il 23 marzo 1301 quando, in qualità di senatore, partecipò a una deliberazione riguardante la Repubblica di Genova. Probabilmente nel 1302, nel corso della guerra del sale, fu inviato a Padova in ambasciata. Proprio al settore salinifero doveva essere molto legato, poiché il 10 settembre 1303 fu diffidato relativamente al trasporto di sale a Pavia e a Milano. Il 16 dicembre dello stesso anno tornò da una nuova legazione a Padova.
Giocò invece un ruolo più rilevante durante la guerra di Ferrara, che vide il doge "ghibellino" Pietro Gradenigo occupare la città estense contro le pretese del papa. I Querini, che a causa dei loro interessi nel Ferrarese erano di idee filopontifice, si ritrovarono direttamente coinvolti nel conflitto quando Marco e il conte di Veglia Doimo furono chiamati a sostituire, perché malato, Andrea Querini (del ramo "di Santa Maria Formosa"), a capo dei rinforzi a favore delle truppe asserragliate nel castel Tedaldo. A causa di disaccordi tra i due comandanti, nella note tra il 27 e il 28 agosto 1309 Marco lasciò di propria iniziativa la fortezza per rifugiarsi nel Mantovano, dove fu però arrestato da Alboino della Scala.
Il governo chiese la liberazione del Querini tardivamente e con scarsa decisione. La causa va ricercata nelle fazioni che dividevano il ceto dirigente veneziano: da una parte coloro che, per gli interessi che detenevano in terraferma, erano contrari alla guerra e facevano leva sui deludenti esiti delle operazioni militari; dall'altra, gli antipapali favorevoli al conflitto che vedevano il prigioniero colpevole di tradimento.
Su queste basi andò a concretizzarsi la notissima congiura del Tiepolo del 15 giugno 1310 e proprio il Querini fu a capo dell'organizzazione. Ebbe inoltre il compito di guidare una delle due colonne di uomini armati dirette all'assalto del Palazzo Ducale, mentre una terza, sotto il comando del cognato Badoero Badoer, doveva attaccare dalla laguna.
Come è noto, il colpo di Stato fu un fallimento e lo stesso Querini rimase ucciso dai partigiani del doge assieme al figlio Benedetto. Un secondo figlio, Nicolò, riparò nel Trevigiano e poi in Dalmazia, continuando a tramare assieme al Tiepolo.
In seguito a questi eventi, già il 10 luglio 1310 venne istituito il Consiglio dei dieci che, tra i suoi primi atti, decise la demolizione di palazzo Querini.